# Un amore targato Forlì
Un amore targato Forlì è un film del 1976 diretto da Riccardo Sesani.

## Trama
Il giovane violoncellista Stefano della provincia di Forlì cerca successo a Roma, tentando di farsi raccomandare dall'impresario Melchiorri per un posto al Teatro dell'Opera. Gli insuccessi si moltiplicano, finché Stefano, sempre più disilluso da una società gretta e ignorante, dallo stesso sfaccendato Melchiorri e dalla fidanzata Giorgia che lo tradisce, deciderà di ritornare col treno al nord, ma negli ultimi istanti Stefano si catapulta sulla banchina insieme al suo violoncello. Giorgia accorre ed abbracciandosi tornano indietro insieme, da cui si desume che Stefano rimane a Roma.